# Centro Comercial Augusta
El Centro Comercial Augusta es un centro comercial situado en la Avenida de Navarra de la ciudad de Zaragoza, en Aragón (España). Fue construido entre 1993 y 1995 y se inauguró el 30 de noviembre de 1995. Contaba con más de 120 tiendas, entre ellas un supermercado Carrefour de más de 14 000 metros cuadrados de superficie el cual sigue en funcionamiento, actualmente cuenta con 16 tiendas. 
El centro cuenta con bares, restaurantes, tiendas infantiles, zonas de ocio y tiendas de ropa. El Centro Comercial Augusta cuenta con acceso a Internet gratuito mediante Wifi. Aparcamiento también gratuito (más de 3000 plazas disponibles), ludoteca (para dejar a los niños mientras se realizan las compras), centro médico y columnas repartidas por todo el centro comercial de protección cardiovascular, conectadas siempre al 112.

## Historia
El 30 de noviembre de 1995, el presidente de las Cortes de Aragón, Emilio Eiroa fue el encargado de cortar la cinta de inauguración del centro comercial. Resaltar que no asistió la alcaldesa, Luisa Fernanda Rudi, que había mantenido desavenencias con los promotores del centro, Sicione, por el retraso en la construcción del scalextric que enlaza la carretera de Logroño con Hispanidad y la avenida Navarra.
El 23 de septiembre de 1996, el rey del pop Michael Jackson acudió a hacer una compra.
En la cuarta semana del mes de junio de 2006, Coca-Cola eligió a la ciudad de Zaragoza para ofrecer en primicia degustaciones gratuitas de Coca-Cola Zero. Augusta fue uno de los lugares elegidos para realizar dicha cata.
Desde 2009, la crisis económica que afectó severamente al país hizo vivir una situación difícil al centro comercial y provocó un terrible panorama al cerrar más de 30 de sus 114 locales (a marzo de 2013). Que se agravó con el cierre el 14 de noviembre de ese mismo año de su sala de cines que abrió sus puertas en 1996.
El 4 de julio de 2014, abrió sus puertas en el centro, el primer establecimiento de tipo outlet en Zaragoza. En los tres días siguientes recibió más de 5.000 visitas.
De noviembre de abril de 2017 tuvo la exposición Titanic The Exhibition.

Al año siguiente, el 28 de septiembre de 2018 recibió la visita del youtuber DjMaRiiO.
A 1 de febrero de 2025 sólo quedaban 16 negocios abiertos. Su segunda planta se encuentra en gran parte cerrada al público, exceptuando la del Carrefour.